# Miagliano
Miagliano est une commune de la province de Biella dans le Piémont en Italie.

## Administration
| Période                                  | Période  | Identité    | Étiquette    | Qualité |
| ---------------------------------------- | -------- | ----------- | ------------ | ------- |
| 14 juin 2004                             | En cours | Elso Mognaz | Lista Civica |         |
| Les données manquantes sont à compléter. |          |             |              |         |

### Communes limitrophes
Andorno Micca, Sagliano Micca

### Évolution démographique
Habitants recensés